# 红脉忍冬
红脉忍冬（学名：Lonicera nervosa）是忍冬科忍冬属的植物，为中国的特有植物。分布在中国大陆的云南、陕西、四川、甘肃、青海、河南、宁夏、山西等地，生长于海拔2,100米至4,000米的地区，常生于山麓下灌丛中和山坡草地上，目前尚未由人工引种栽培。